# Marce (cantante)
Marcela Piñeros (Bogotá, 1974), más conocida por su nombre artístico Marce, es una cantante y compositora colombiana de música folk cuya carrera se ha desarrollado principalmente en los Estados Unidos.

## Biografía
Marce nació en Bogotá en 1974, hija del cineasta Antonio José Piñeros y de la médica alternativa María Torres. Interesada en la música desde una temprana edad, escribió su primera canción a los nueve años. Radicada en los Estados Unidos, publicó su álbum debut en 2002, titulado Marce, ante una respuesta cálida de la crítica.
Dos años después publicó su segunda producción, Sessions at Sonica, seguido del EP Hear my Voice de 2006. Ese mismo año ganó el premio Best Folk Song entregado por Save the Music de VH1 por la canción "I Told You So" y en 2007 fue nominada en los Independent Music Awards en la categoría de mejor sitio web. En 2009 publicó una nueva producción discográfica, titulada Piece of Mind.

## Discografía
- Piece of Mind (2009)
- Hear My Voice - EP (2006)
- Sessions at Sonica (2004)
- Marce (2002)

## Premios y reconocimientos
- 2007 Independent Music Awards - Nominación
- 2006 Singer/Songwriter Awards - Mención
- 2006 Song of the Year de VH1 - Ganadora anual - Best Folk Song[1]
- 2006 Song of the Year de VH1 - Ganadora de septiembre de 2006 - Best Folk Song
- 2006 Song of the Year de VH1 - Ganadora de mayo de 2006 - Best Folk Song
- 2006 Song of the Year de VH1 - Ganadora de febrero de 2006 - Best Folk Song